# Oliarus ampijorensis
Oliarus ampijorensis är en insektsart som beskrevs av Synave 1965. Oliarus ampijorensis ingår i släktet Oliarus och familjen kilstritar. Inga underarter finns listade i Catalogue of Life.